# Кролов, Карл
Карл Кро́лов (нем. Karl Krolow; 11 марта 1915, Ганновер — 21 июня 1999, Дармштадт) — немецкий поэт и прозаик.  Был номинирован на Нобелевскую премию по литературе (1969; 1971)

## Биография
Уже в своих первых сборниках стихотворений «Воспеваемая, добрая жизнь» (1943), «Напасть» (1948) и «На Земле» (1949) поэт и эссеист Карл Кролов продолжает традиции модернистской «поэзии природы» Оскара Лёрке и Вильгельма Лемана. Позднее поэт подпадает под влияние испанских и французских сюрреалистов, произведения которых Кролов переводит на немецкий язык. Основной темой его поэтических размышлений-экспериментов становится чувство безнадёжности, испытываемое современным человеком, существующим в «бараке случайностей» (сборники «Ветер и время» (1954), «Дни и ночи» (1956)). Своего наивысшего развития поэтический талант Кролова достигает в богатых словесными ассоциациями и абстрактными метафорами сборниках стихотворений «Пейзажи для меня» (1964) и «Будничные стихи» (1968). Среди других поэтических работ следует назвать сборники «Время проходит» (1972), «Осенний сонет с Гегелем» (1981), «Огромное спасибо и так далее» (1984).
Творчество Карла Кролова было отмечено многочисленными премиями и наградами за его вклад в развитие немецкой литературы. В 1956 году он становится лауреатом премии Георга Бюхнера. В 1983 году он награждается Гессенской культурной премией, в 1985 году — литературной премией Баварской академии изящных искусств. Был членом Баварской академии изящных искусств, а также академий Майнца и Дармштадта. В 1975 году Карл Кролов был удостоен Большого креста Ордена «За заслуги перед Федеративной Республикой Германия».
Умер 21 июня в 1999 году в Дармштадт.